# Бустарв'єхо
Бустарв'єхо (ісп. Bustarviejo) — муніципалітет в Іспанії, у складі автономної спільноти Мадрид. Населення — 2125 осіб (2010).
Муніципалітет розташований на відстані близько 49 км на північ від Мадрида.
На території муніципалітету розташовані такі населені пункти: (дані про населення за 2010 рік)
- Бустарв'єхо: 1789 осіб
- Кабеса-Раса: 3 особи
- Ель-Кольядо: 0 осіб
- Ла-Енсінілья: 14 осіб
- Ель-Оюело: 1 особа
- Ель-Манантіаль: 4 особи
- Ель-Паланкар: 0 осіб
- Ель-Педрегаль: 227 осіб
- Ла-Пескера - Ель-Порносо: 87 осіб

## Демографія
Динаміка населення (INE ):

## Галерея зображень

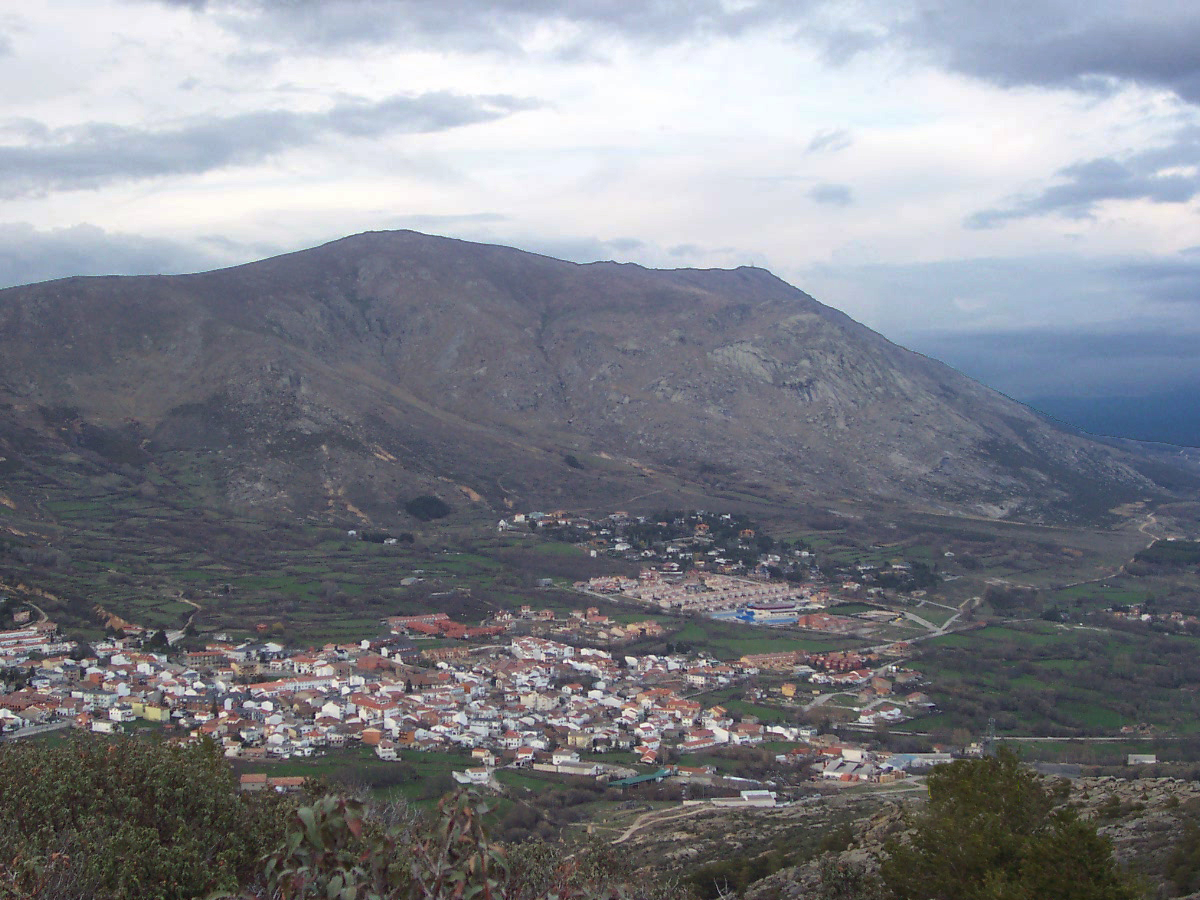
Бустарв'єхо
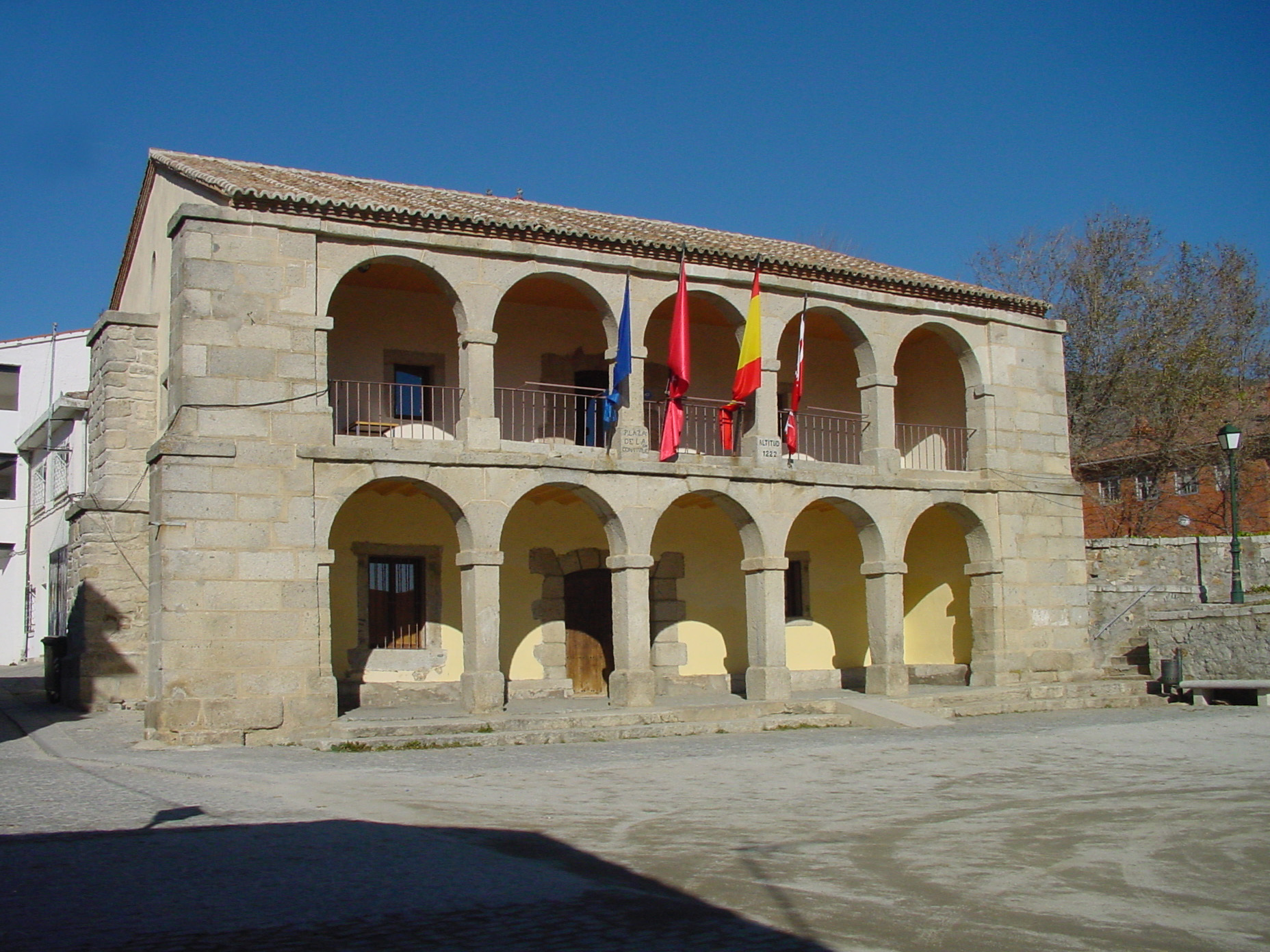
Муніципальна рада